# Carlos Eduardo Ferreira de Souza
Carlos Eduardo Ferreira de Souza (Nerópolis, 10 de outubro de 1996), mais conhecido como Carlos Eduardo, é um futebolista brasileiro que atua como atacante. Atualmente joga pelo Mirassol.

## Carreira

### Goiás
Nascido em Nerópolis, Goiás, foi formado no Goiás.[carece de fontes?] Estreou profissionalmente no Campeonato Brasileiro, em 4 de junho de 2015, contra o Sport. Em 21 de fevereiro de 2017, Carlos Eduardo prorrogou seu contrato com o Goiás. Durante a Série B de 2017, marcou 9 gols.

### Pyramids FC
Participou de um transferência para o Pyramids, com varios jogadores, como Keno, Rodriguinho e Ribamar em 29 de junho de 2018. Ele assinou um contrato de três anos com o clube egípcio por uma taxa de transferência de 6 milhões de euros. Ele fez sua estreia pelo clube em 3 de agosto.

### Palmeiras
Em 19 de dezembro de 2018, assinou um contrato de cinco anos com o Palmeiras por R$25,2 milhões de reais.

### Athletico Paranaense
Após uma temporada fraca no Palmeiras, Carlos Eduardo foi emprestado por três anos para o Athletico Paranaense em janeiro de 2020. O Furacão ainda comprou 20% dos direitos econômicos do atacante.
Em 9 de março de 2022, rescindiu seu contrato de empréstimo com o Athletico.

### Red Bull Bragantino
Foi reemprestado pelo Palmeiras para o Red Bull Bragantino.

### Estoril
Em janeiro de 2023, foi emprestado para o Estoril até o meio do ano. Deixou a equipe portuguesa no final da temporada.

### Alanyaspor
Após quatro anos de sua chegada no Palmeiras, deixou a equipe alviverde e foi anunciado pelo Alanyaspor, da Turquia.

### Vitória
No dia 23 de julho de 2024, o Vitória confirmou a contratação do atacante atacante Carlos Eduardo. O jogador chega em definitivo ao Rubro-Negro até o fim de 2024. No dia 16 de dezembro de 2024, o Vitória anunciou a renovação de contrato com o Carlos Eduardo até o fim de 2025.

## Títulos
Goiás
- Campeonato Goiano: 2015, 2016, 2017 e 2018

Athletico Paranaense
- Campeonato Paranaense: 2020
- Copa Sul-Americana: 2021[16]